# Mesalina
Mesalina is een geslacht van hagedissen uit de familie echte hagedissen (Lacertidae).

## Naam en indeling
De wetenschappelijke naam van de groep werd voor het eerst voorgesteld door John Edward Gray in 1838. Er zijn negentien soorten maar het soortenaantal is recentelijk regelmatig veranderd. Voorbeelden zijn de soorten Mesalina saudiarabica die voor het eerst in 2017 werd beschreven en de soorten Mesalina arnoldi en Mesalina austroarabica die pas erkend werden in 2018.
Veel soorten werden vroeger tot de woestijnhagedissen uit het geslacht Eremias gerekend.

## Uiterlijke kenmerken
De hagedissen blijven relatief klein en bereiken een lichaamslengte van ongeveer 4,5 tot 5,5 centimeter exclusief de staart. De soort Mesalina rubropunctata wordt wat groter en kan een lichaamslengte tot bijna zeven cm bereiken.
Alle soorten hebben een lenig lichaam met een verhoudingsgewijs lange staart. De oogleden zijn beweeglijk en zijn voorzien van enkele doorzichtige schubben. De Mesalina-soorten zijn van de eerder genoemde woestijnhagedissen te onderscheiden doordat ze naast elkaar gelegen schubbenrijen hebben aan de buikzijde.

## Verspreiding en habitat
Alle soorten komen voor in delen van noordelijk Afrika en het Arabisch Schiereiland. De hagedissen leven in de landen Afghanistan, Algerije, Egypte, Eritrea, India, Irak, Iran, Israël, Jordanië, Koeweit, Libië, Mali, Marokko, Mauritanië, Niger, Senegal, Soedan, Saoedi-Arabië, Somalië, Syrië, Tunesië, Turkmenistan en Westelijke Sahara. De soort Mesalina rubropunctata komt daarnaast mogelijk ook voor in Tsjaad.
De habitat bestaat voornamelijk uit droge gebieden zoals woestijnen en halfwoestijnen, maar er komen ook soorten voor in scrublanden, graslanden en rotsige streken.

## Beschermingsstatus
Door de internationale natuurbeschermingsorganisatie IUCN is aan negen soorten een beschermingsstatus toegewezen. Acht soorten worden gezien als 'veilig' (Least Concern of LC) en de soort Mesalina ayunensis wordt als 'onzeker' (Data Deficient of DD) beschouwd.

## Soorten
Het geslacht omvat de volgende soorten, met de auteur en het verspreidingsgebied.
| Naam                   | Auteur                                           | Verspreidingsgebied |
| ---------------------- | ------------------------------------------------ | --- |
| Mesalina adramitana    | Boulenger, 1917                                  | Qatar, Jemen, Oman, Verenigde Arabische Emiraten, Saoedi-Arabië |
| Mesalina arnoldi       | Sindaco, Simó-Ruidalbas, Sacchi & Carranza, 2018 | Jemen |
| Mesalina austroarabica | Sindaco, Simó-Ruidalbas, Sacchi & Carranza, 2018 | Oman |
| Mesalina ayunensis     | Arnold, 1980                                     | Oman |
| Mesalina bahaeldini    | Segoli, Cohen & Werner, 2002                     | Egypte |
| Mesalina balfouri      | Blanford, 1881                                   | Jemen |
| Mesalina bernoullii    | Schenkel, 1901                                   | Syrië, Iran, Jordanië, Israël, Irak, Saoedi-Arabië, Egypte |
| Mesalina brevirostris  | Blanford, 1874                                   | Saoedi-Arabië, Qatar, Iran, Verenigde Arabische Emiraten |
| Mesalina ercolinii     | Lanza & Poggesi, 1975                            | Somalië |
| Mesalina guttulata     | Lichtenstein, 1823                               | Senegal, Niger, Soedan, Marokko, Westelijke Sahara, Algerije, Tunesië, Libië, Egypte, Jordanië, Syrië, Israël, Saoedi-Arabië, Koeweit, Iran, Turkmenistan, Afghanistan, India |
| Mesalina kuri          | Joger & Mayer, 2002                              | Jemen |
| Mesalina martini       | Boulenger, 1897                                  | Jemen, Egypte, Soedan, Eritrea, Ethiopië, Somalië |
| Mesalina microlepis    | Angel, 1936                                      | Syrië, Egypte, Israël, Jordanië, Irak, Iran |
| Mesalina olivieri      | Audouin, 1829                                    | Marokko, Algerije, Westelijke Sahara, Tunesië, Libië, Egypte, Israël, Jordanië, Irak, Saoedi-Arabië                                                                           |
| Mesalina pasteuri      | Bons, 1960                                       | Marokko, Algerije, Niger, Westelijke Sahara, Mauritanië, Mali, Egypte |
| Mesalina rubropunctata | Lichtenstein, 1823                               | Marokko, Westelijke Sahara, Algerije, Tunesië, Libië, Egypte, Mauritanië, Mali, Niger, Soedan, mogelijk in Tsjaad                                                             |
| Mesalina saudiarabica  | Moravec, Smid, Schmitz, Shobrak & Wilms, 2017    | Saoedi-Arabië |
| Mesalina simoni        | Boettger, 1881                                   | Marokko |
| Mesalina watsonana     | Stoliczka, 1872                                  | Iran, Turkmenistan, Afghanistan, Pakistan, India |